# Анет Олсон
Анет Ингегерд Олсон (на шведски: Anette Ingegerd Olsson или Anette Olzon) е шведска певица сопран.
Тя е вокал на финландската симфоничен пауър метъл група Найтуиш от май 2007 г. до октомври 2012 г. Била е вокалистка и на групата „Alyson Avenue“ от 1997 г. до 2006 г., която напуска за да се присъедини към Найтуиш, макар че през 2011 г. пее отново с тях в третия им албум. Стилът на групата е хардрок. Изненадващо е заменена от холандската певица Флоор Янсен по време на американското турне на групата и започва соловата си кариера през 2014 г. От 2017 г. е вокалистка на групата „The Dark Element“.
Бе избрана през 2005 г. от членовете на Найтуиш, като е изпратила неин запис на песента им „Ever Drem“, нейната любима тяхна песен. Нейните вдъхновения в пеенето са Селин Дион, Натали Кол, Шарон ден Адел, Симон Симонс и Таря Турунен.
През 2014 г. изкарва първия си солов албум, който се титулува „Shine“. Издава три песни: „Falling“ (2013), „Lies“ (2014) и „Shine“ (2015). Стиловете на албума са поп рок и алтернативен рок.
Започва самостоятелното си турне на 26 април 2014 в Малмьо и свършва на 17 декември 2015 в Тел Авив. Пее в Швеция, Финландия и Израел. Концертите в Испания са анулирани. Пее песни от албума си, както и прави кавъри на песни на Найтуиш („Amaranth“, „Bye Bye Beautiful“, „Last ride of the day“, „Sahara“), Бьорк („Play Dead“) и на Расмус („October & April“). През януари 2016 г. излиза първото ѝ ЕП, което се казва като двете песни от които се състои: „Vintersjäl / Cold Outside“. Песента „Vintersjäl“ е на шведски език.
На 29 август 2017 г. се обявява, че Анет е формирала група на име „The Dark Element“ с бившия китарист на Соната Арктика, Яни Лииматайнен. Дебютният им албум („The Dark Element“) се очаква да излезе на 10 ноември 2017 г.
Тя се омъжва за басиста на групата Pain, Йохан Хюгафвел на 10 август 2013 г. и има трима синове; един от първия си брак със Сет Бликерт (роден на 11 юли 2001 г.) и двама с Хюгафвел, Немо (роден на 30 юли 2010 г.) и Мио (роден на 28 март 2013 г.).
От 2015 г. учи медицински грижи в университета в Хелсингбори, където живее със семейството си.

## Дискография

### Студийни албуми

#### СAlyson Avenue
- „Presence of Mind“ (2000/ Преиздаден в 2009)
- „Omega“ (2003 / Преиздаден в 2009 като „Omega II“)
- „Changes“ (2011) (беквокалистка: „Liar“, „Into The Fire“, „Always Keep On Loving You“, „Fallen“)

#### СNightwish
- „Dark Passion Play“ (2007)
- „Imaginaerum“ (2011)

#### C The Dark Element
- „The Dark Element“ (2017)

#### Самостоятелни издания
Албуми
- „Shine“ (2014)

ЕП
- „Vintersjäl / Cold Outside“ (2016)

### Сингли

#### CAlyson Avenue
- „I Am (Your Pleasuremaker)“ (2004)

#### СNightwish
- „Eva“ (2007)
- „Amaranth“ (2007)
- „Bye Bye Beautiful“ (2008)
- „The Islander“ (2008)
- „Storytime“ (2011)
- „The Crow, the Owl and the Dove“ (2012)

#### C The Dark Element
- „The Dark Element“ (2017)
- „The Sweet Mystery“ (2017)
- „Here's to you“ (2017)
- „Dead to Me“ (2017)
- „The Ghost and the Reaper“ (2017)

#### Самостоятелни
- „Falling“ (2013)
- „Lies“ (2014)
- „Shine“ (2015)

#### Гост музикант
- „Two of a Kind“ (Michael Bormann) (2006)
- „We will Remain“ (Cloudscape) (2006)
- „Heart full of Fire“ (Brother Firetribe) (2008)
- „Follow me“ (Pain) (2008)
- „Feed us“ (Pain) (2008)
- „October & April“ (Расмус) (2009)
- „Open your eyes“ (Sweden United) (2010)
- „Cathedral walls“ (Swallow the Sun) (2012)
- „This love this time, lay down in my arms“ (Sapphire Eyes) (2012)
- „Apart & Astray“ (Black Mount Rise) (2015)
- „Lie to me“ (Secret Sphere) (2016)
- „The sixth dimention“ (Power Quest) (2017)